# Sept-Îles (Côtes-d'Armor)
Pour les articles homonymes, voir Sept-Îles (homonymie).
Les Sept-Îles (en breton : ar Jentilez) est le nom d'un petit archipel situé au nord de la Bretagne, dépendant de la commune de Perros-Guirec.
C'est la plus ancienne et la plus importante réserve ornithologique privée de France. Elle est créée en 1912 en réaction au massacre des macareux. La protection et le caractère inaccessible qu'offre l'archipel expliquent la présence de douze espèces d'oiseaux marins, notamment de grandes concentrations de fous de Bassan, de cormorans et d'alcidés (macareux, pingouins torda et guillemots de Troïl). L'archipel est également un site de reproduction du phoque gris.

## Toponyme
Le toponyme français vient d'une lecture erronée du nom breton Jentilez (toponyme rassemblant les cinq îles principales de l'archipel) parfois prononcé sitiiles sous l'influence d'une ancienne graphie Sentiles, francisé en « Sept Iles ».

## Histoire

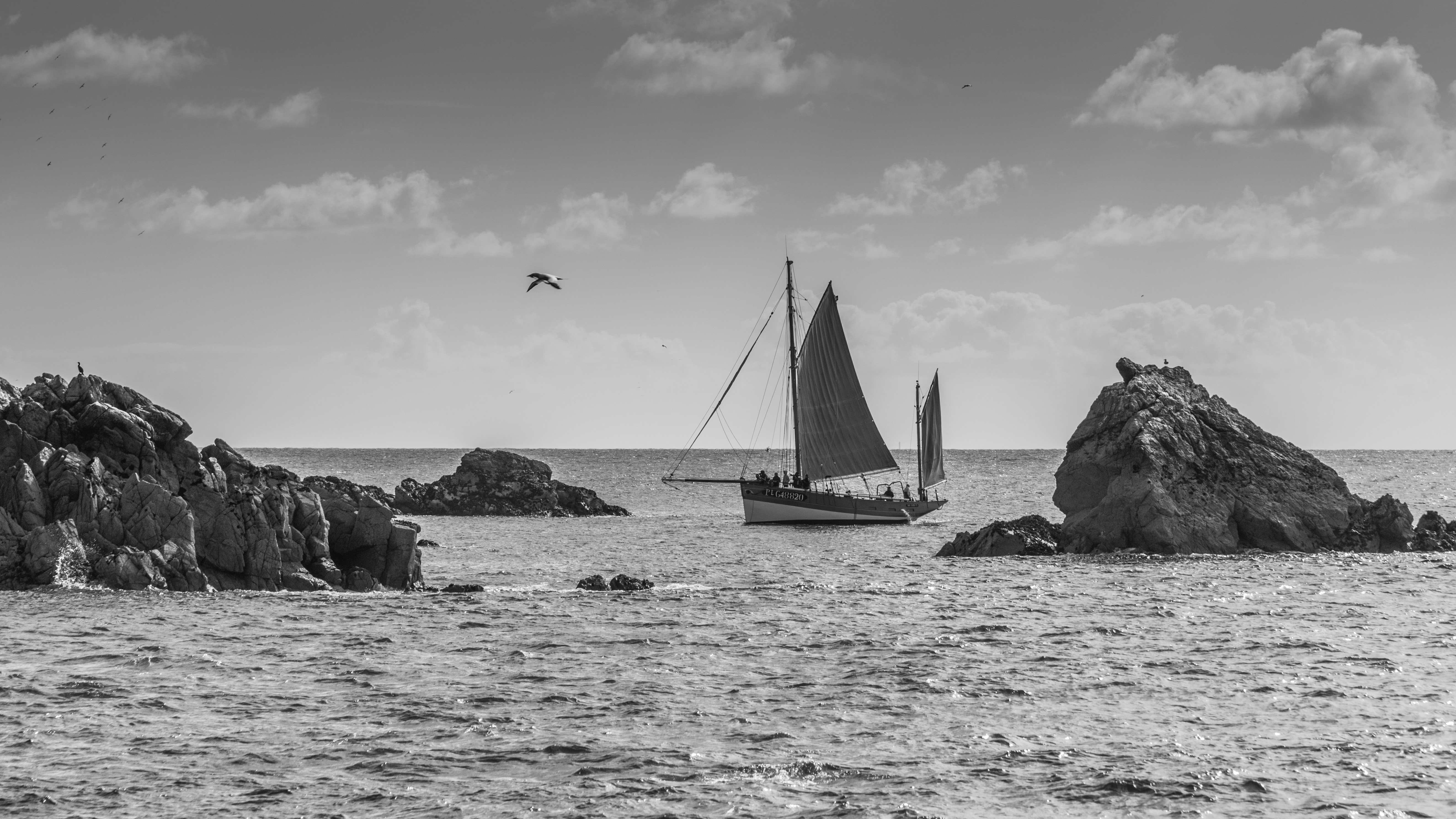
Le Sant C'hireg naviguant entre les rochers de l'archipel.

En 1910, la Compagnie des Chemins de fer de l'Ouest propose aux amateurs de tir aux oiseaux des excursions de chasse dans l'archipel, visant notamment les macareux moines et leurs becs exposés comme trophées de chasse rapportés de ces safaris. En deux ans leur nombre passa de 20 000 à 2 000 individus ; l'émotion et les protestations entraînèrent la création de la réserve naturelle ornithologique des Sept-Îles en 1912,.

## Les îles de l'archipel

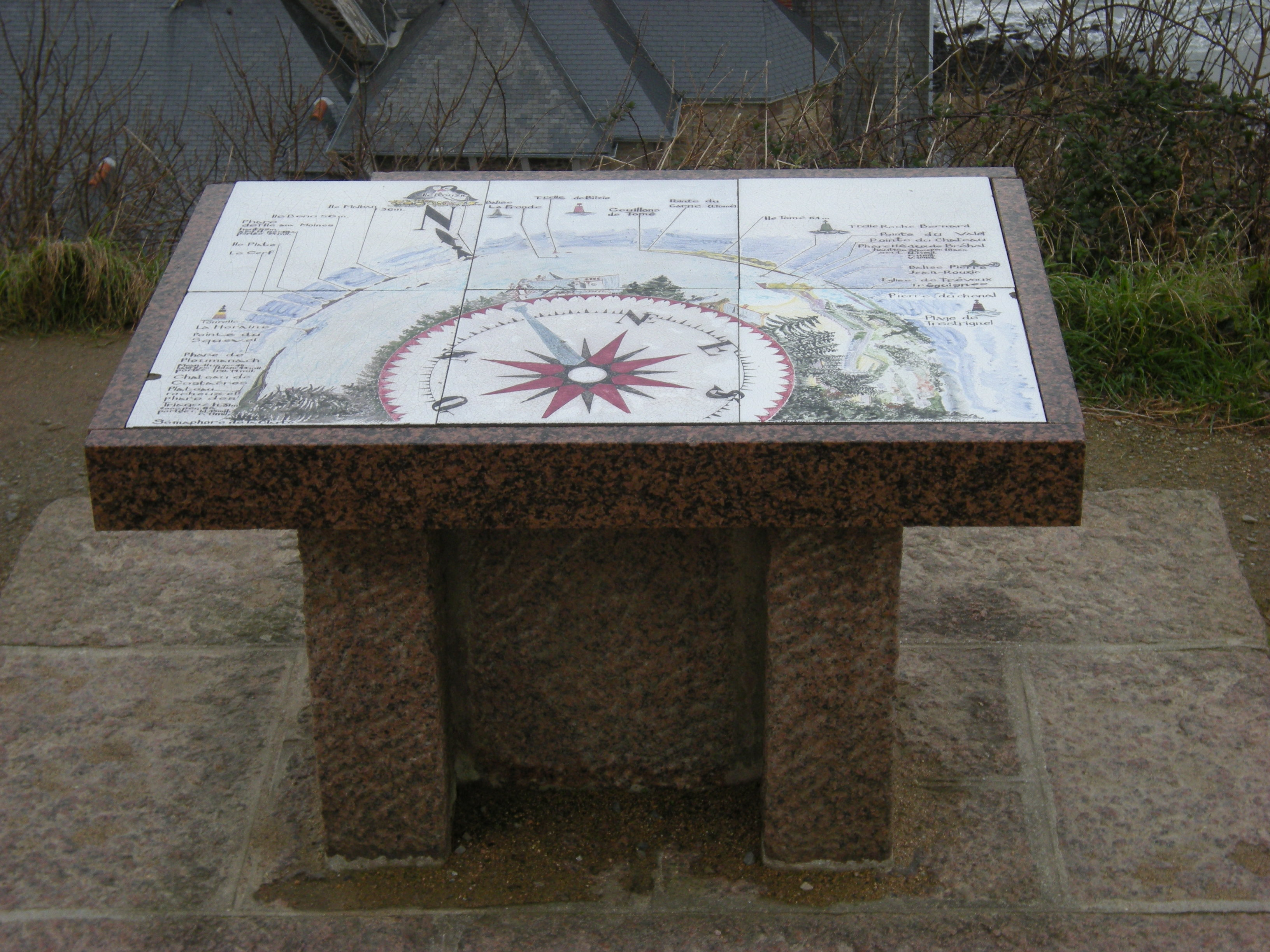
Les Sept-Îles sur la table d'orientation de Perros-Guirec située au-dessus de la plage de Trestrignel.

Contrairement à ce que laisserait penser le nom français, l'archipel ne compte pas sept îles, mais cinq principales, ainsi qu'une multitude de rochers (les Costans) et un îlot (le Cerf). Le nom français vient d'une mauvaise copie du nom breton probable (sous une ancienne graphie Sentiles), francisé en Sept Îles par l'administration française. Les plus anciennes graphies sont Sicdelis, Sintelis du Ve siècle. Les guides touristiques s'efforcent néanmoins de trouver sept îles, et donnent le nom d'île à deux groupes d'écueils pour arriver au compte.
Sur l'île principale sont construits deux bâtiments principaux : le phare et le fort. Des travaux viennent d'avoir lieu dans le fort pour lui permettre d'être ouvert au public[Quand ?]. Ces travaux, commandés par le Conservatoire du Littoral, ont été étudiés et suivis par l'architecte du patrimoine Régis Ribet.
L'Île Tomé (Taveeg), beaucoup plus proche de la côte, ne fait pas partie de l'archipel géographiquement parlant, mais appartient géologiquement à ce groupe (48° 50′ 08″ N, 3° 24′ 24″ O).
- Île Bono (Enez Bonno) : la plus grande des îles de l'archipel. (48° 52′ 58″ N, 3° 28′ 49″ O) ;
- île Plate (Enez Plat) (48° 52′ 59″ N, 3° 29′ 55″ O) ;
- île aux Moines (Enez ar Breur ou Jentilez) : la seule où le public peut débarquer. On y trouve un phare et les vestiges d'un fort créé par Jean-Siméon Garangeau, disciple de Vauban, sous le règne de Louis XV. (48° 52′ 43″ N, 3° 29′ 28″ O) ;
- Île Malban (Melbann) (48° 53′ 28″ N, 3° 27′ 49″ O) ;
- Île Rouzic (Riouzig) : le principal site occupé par les oiseaux (22 395 couples de fou de Bassan en 2011) (48° 53′ 57″ N, 3° 26′ 14″ O).

On ajoute à celles-ci, pour arriver au chiffre de 7, 
- Le Cerf (ar Zerr) (48° 52′ 30″ N, 3° 30′ 26″ O) ;
- Les Costans (Kostann) : amas de rochers que l'on peut apercevoir surtout à marée basse (48° 53′ 29″ N, 3° 29′ 13″ O).

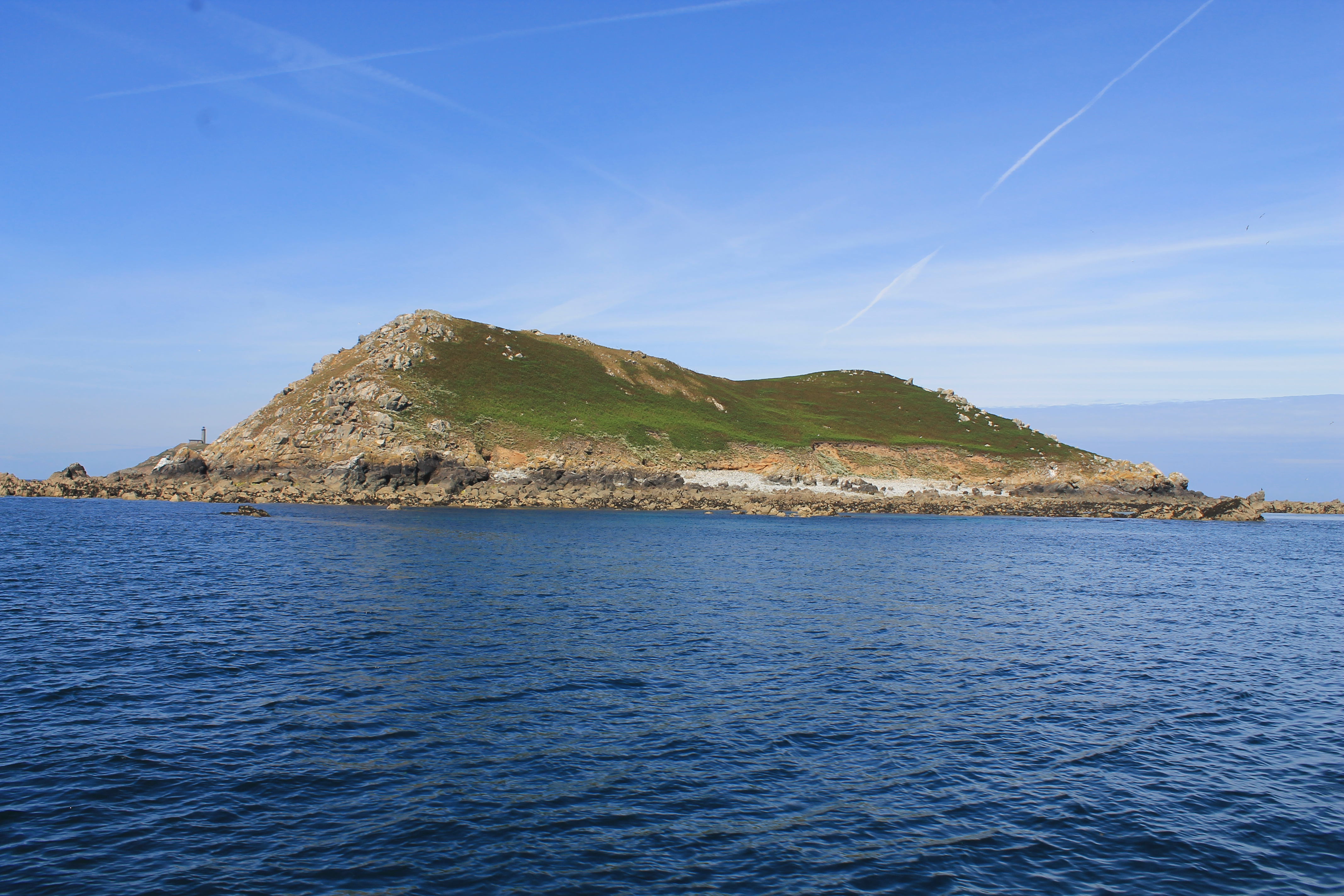
Île Bono
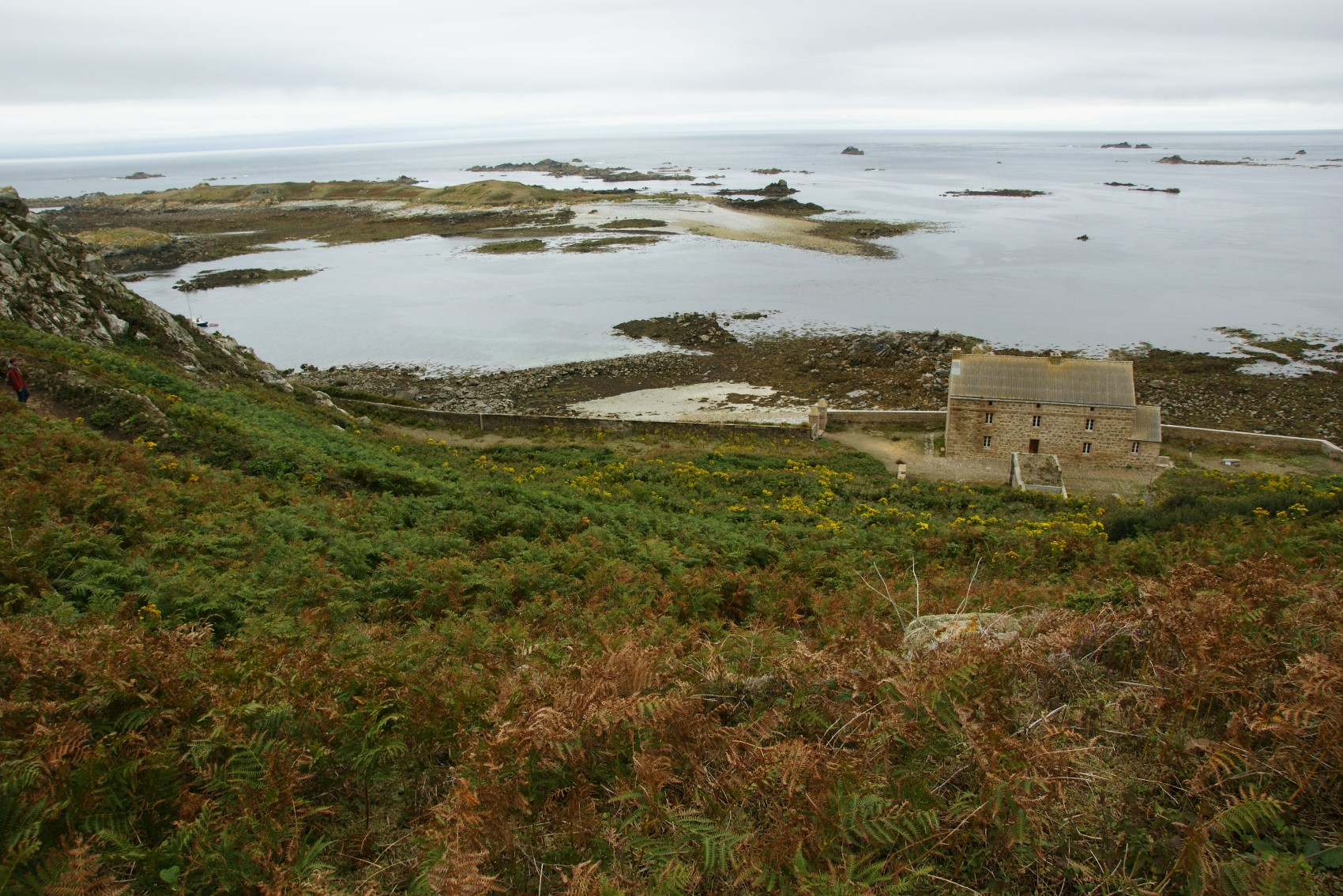
Île Plate (en arrière plan)
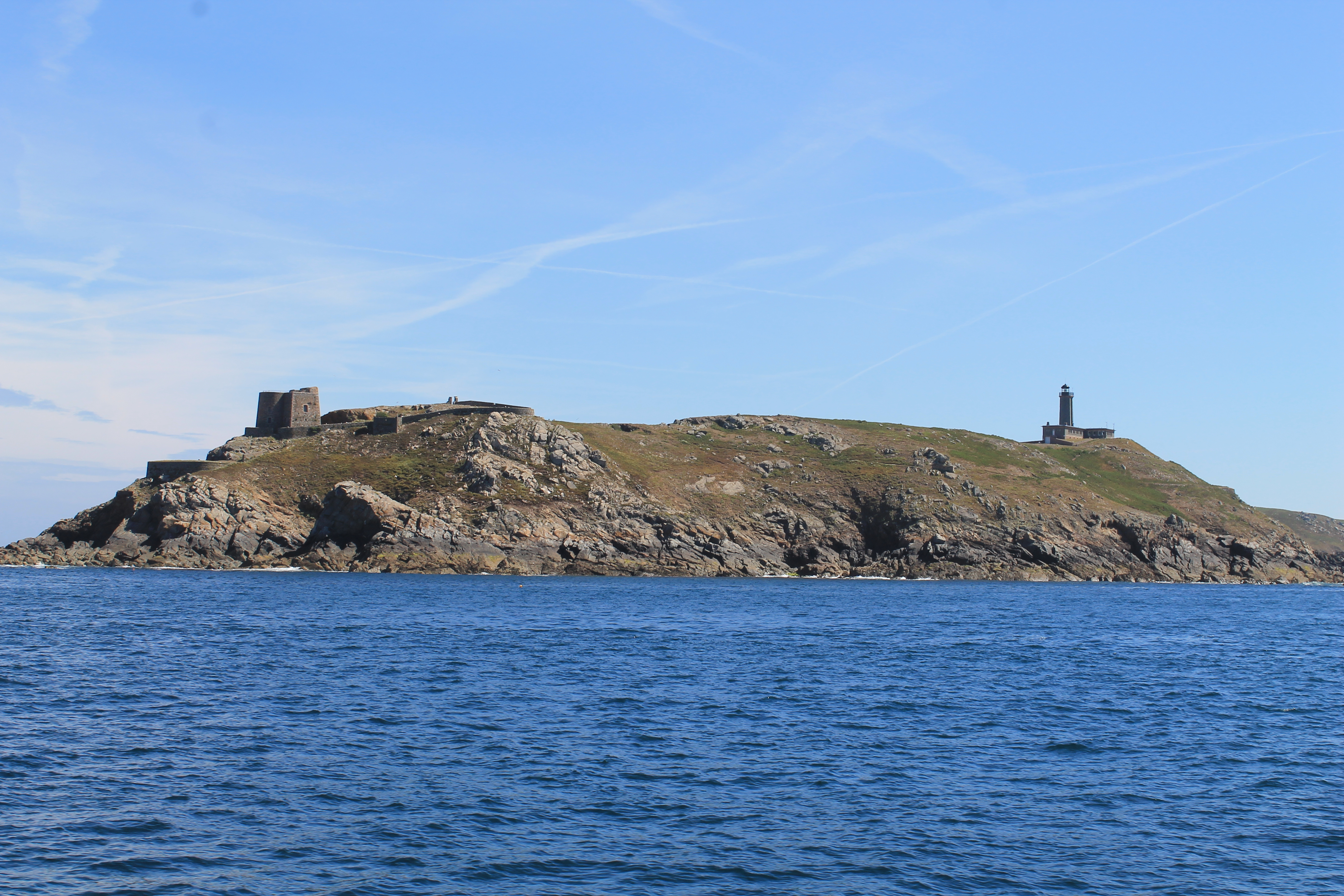
Île aux Moines
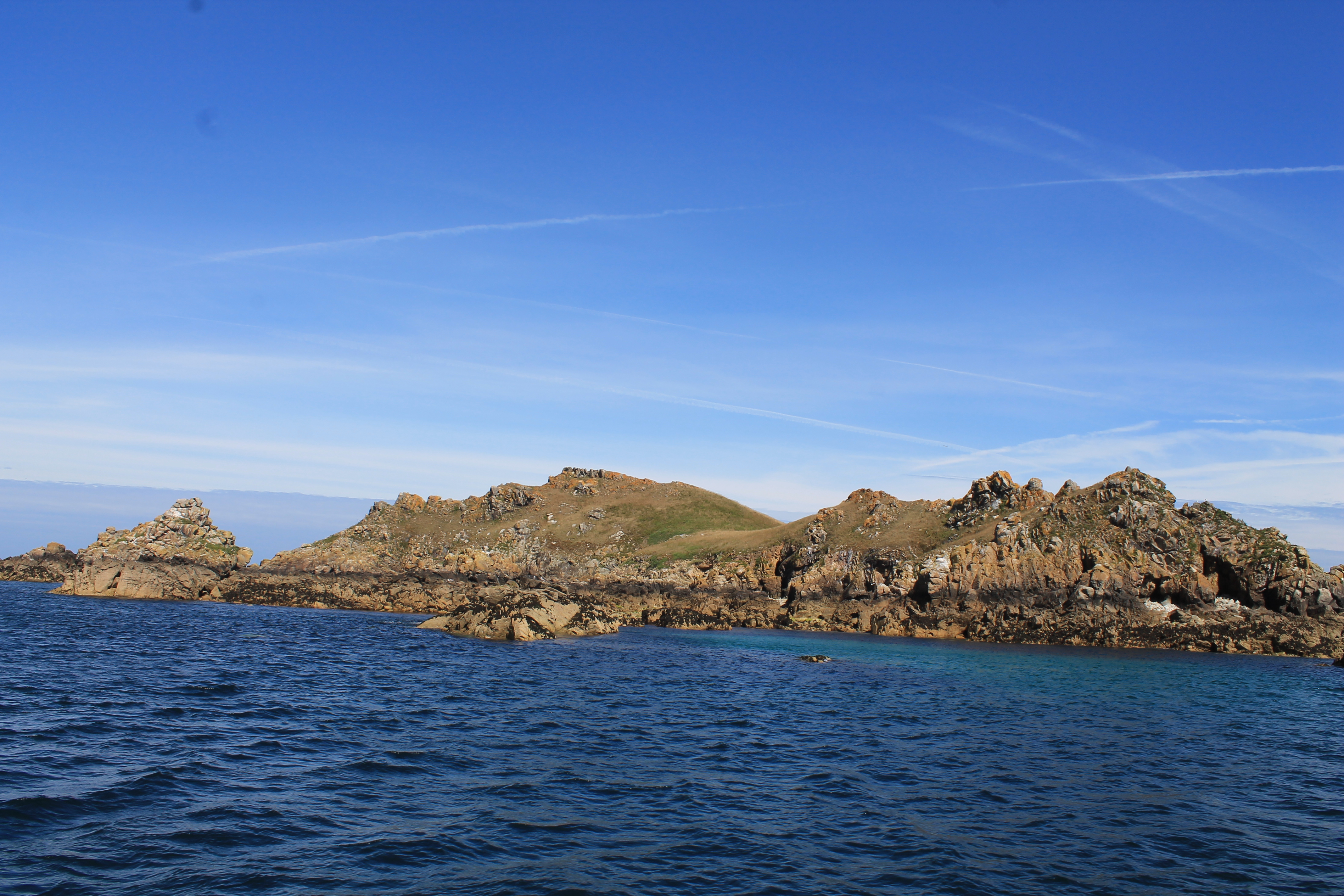
Île Malban
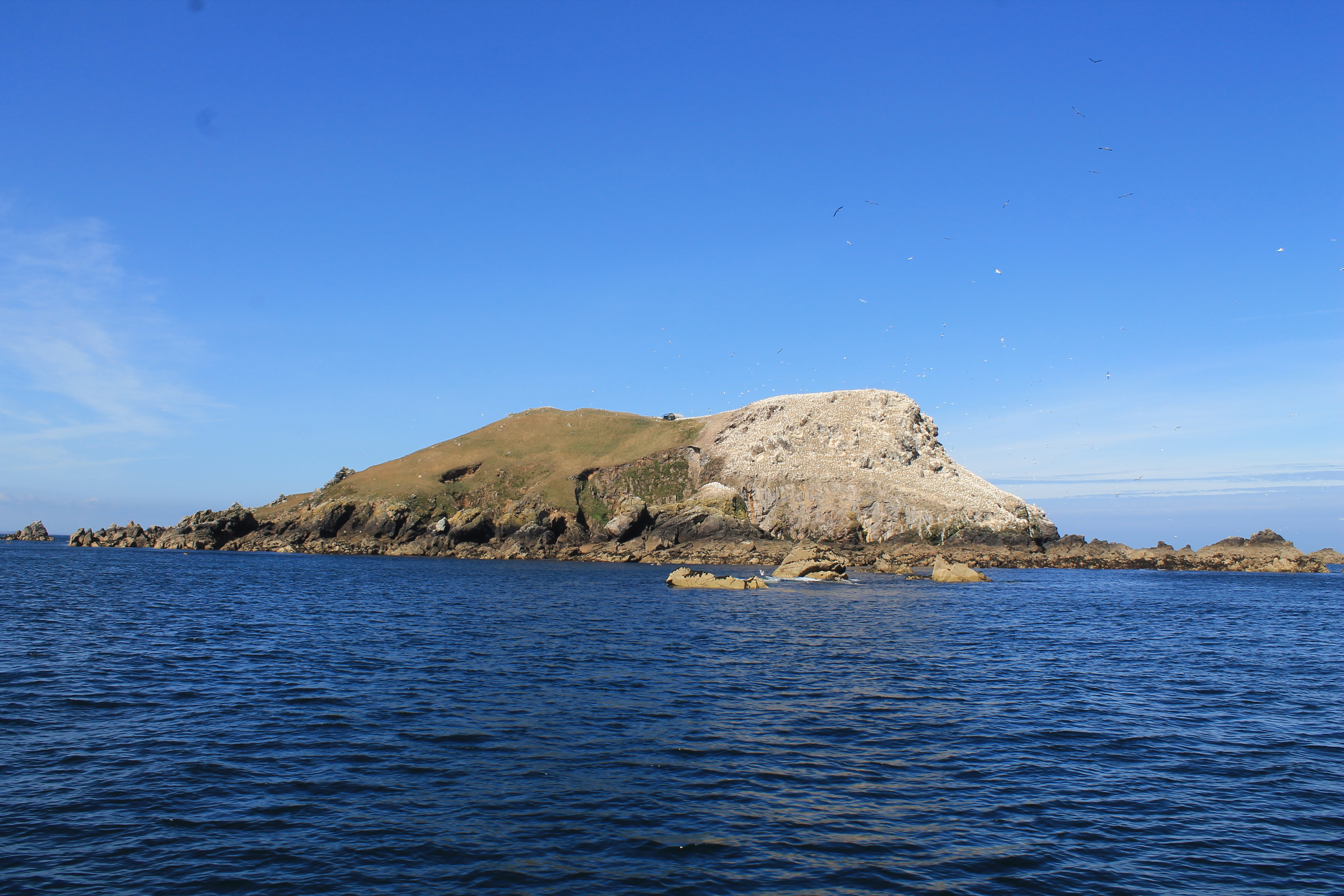
Île Rouzic
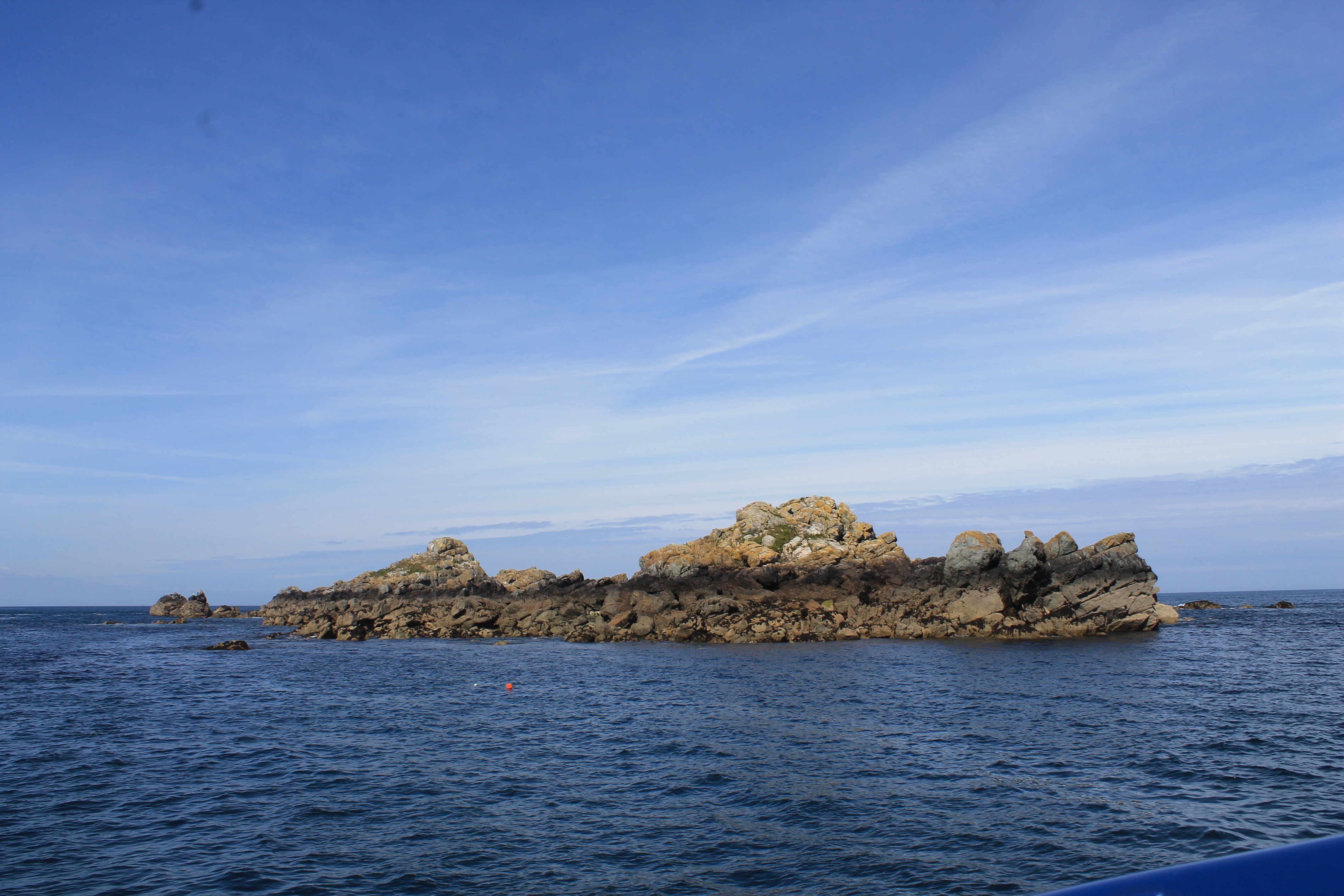
Le Cerf

Autres îlots et ensemble de rochers :
- Ar Gazec : petit rocher en longueur situé au sud de l'île Malban ;
- La Barrière : un îlot et plusieurs rochers situés au nord-ouest de l'île Plate ;
- Les Cheminées : ensemble de nombreux rochers et d'un îlot situés entre l'île Malban (à l'est) et l'île Rouzic (à l'ouest) ;
- Les Cochons : ensemble de plusieurs petits rochers situés au nord de l'île Malban ;
- La Godelaine : ensemble de plusieurs rochers situés au nord des Costans ;
- Les Noires de Rouzic : ensemble de trois rochers situés au sud de l'île Rouzic ;
- La Pierre-Jean : ensemble de plusieurs rochers situés au nord de l'île Plate et la l'ouest des Costans ;
- Les Vieilles : ensemble de plusieurs petits rochers situés au nord-ouest de l'île Rouzic.

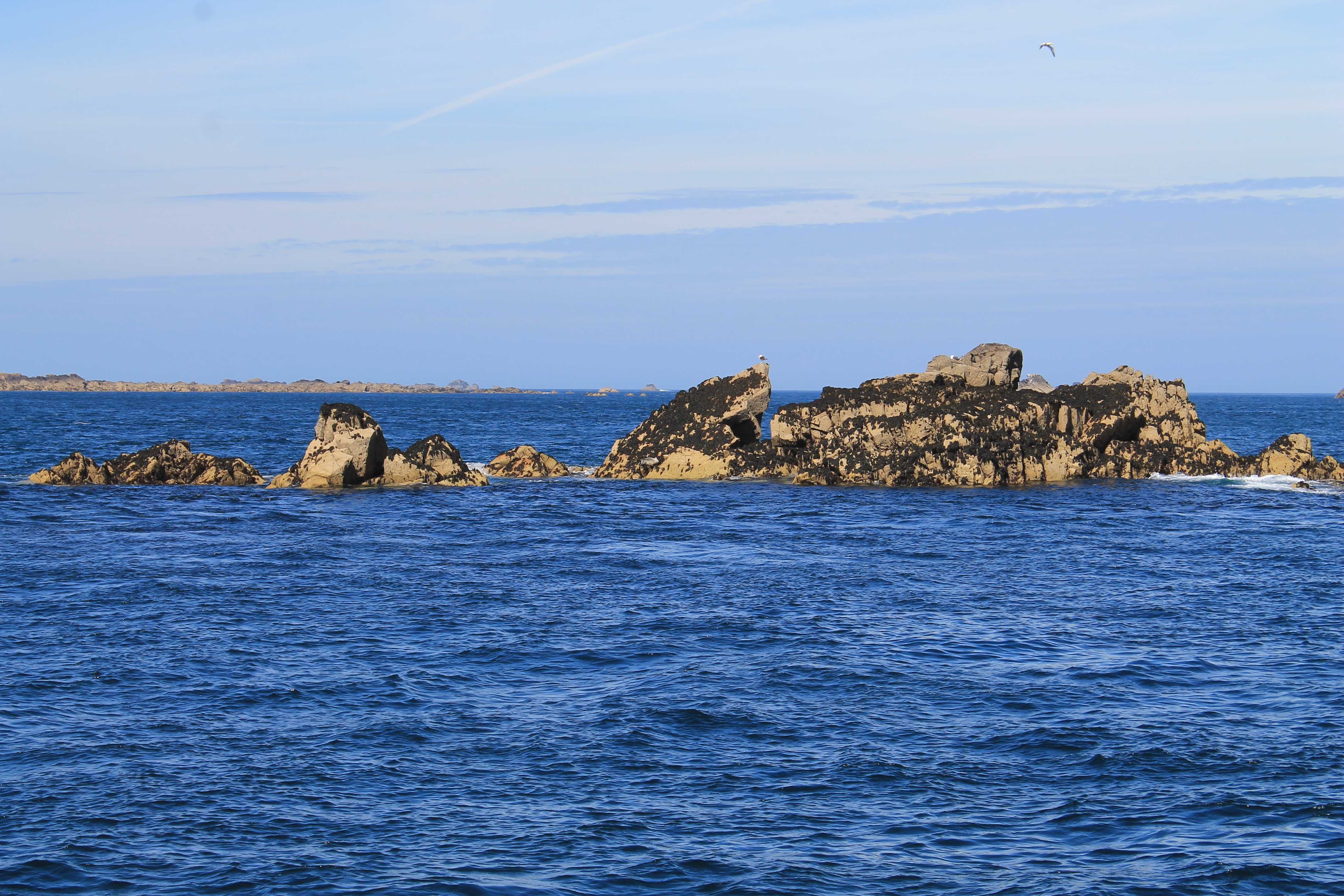
Ar Gazec
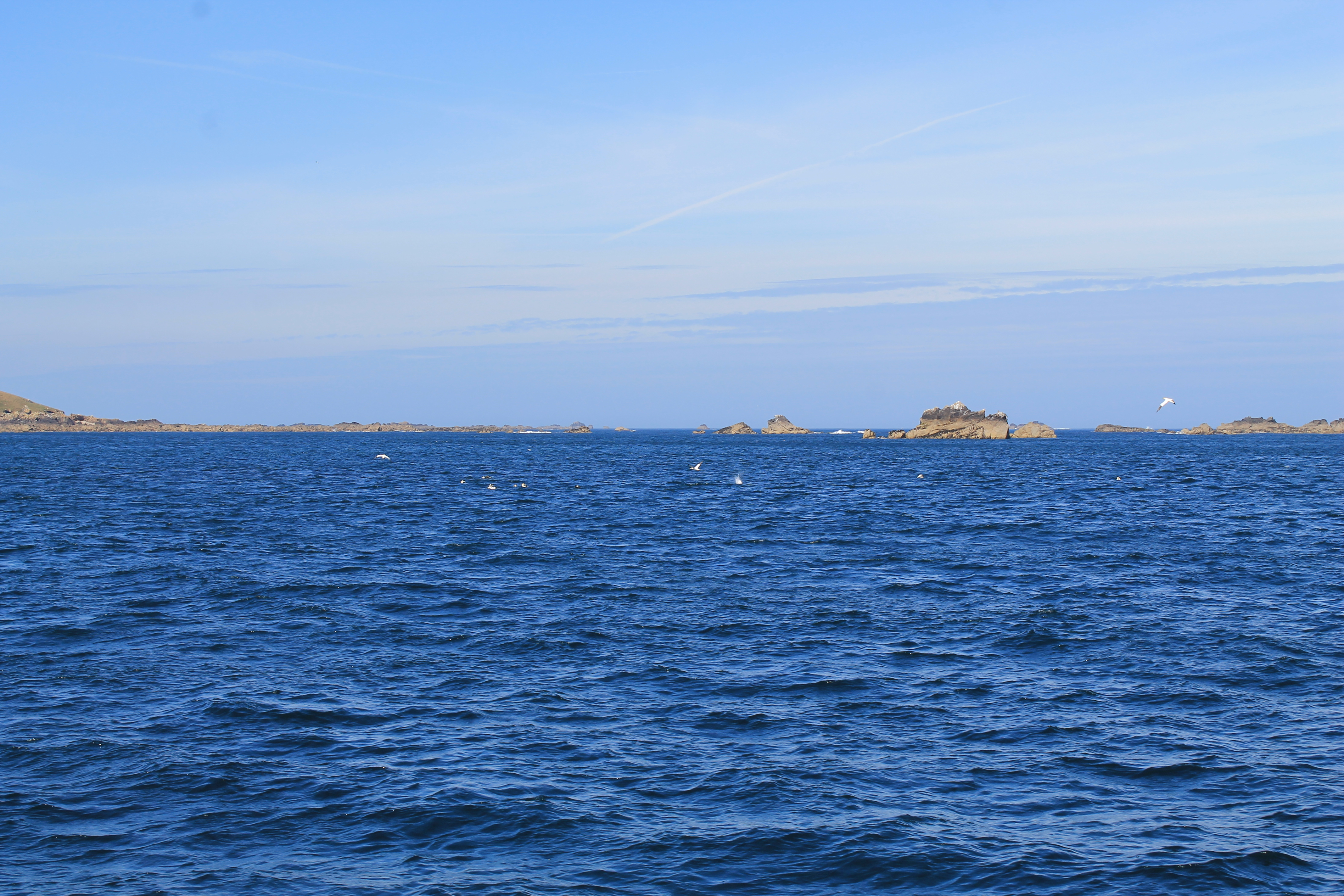
Les Cheminées
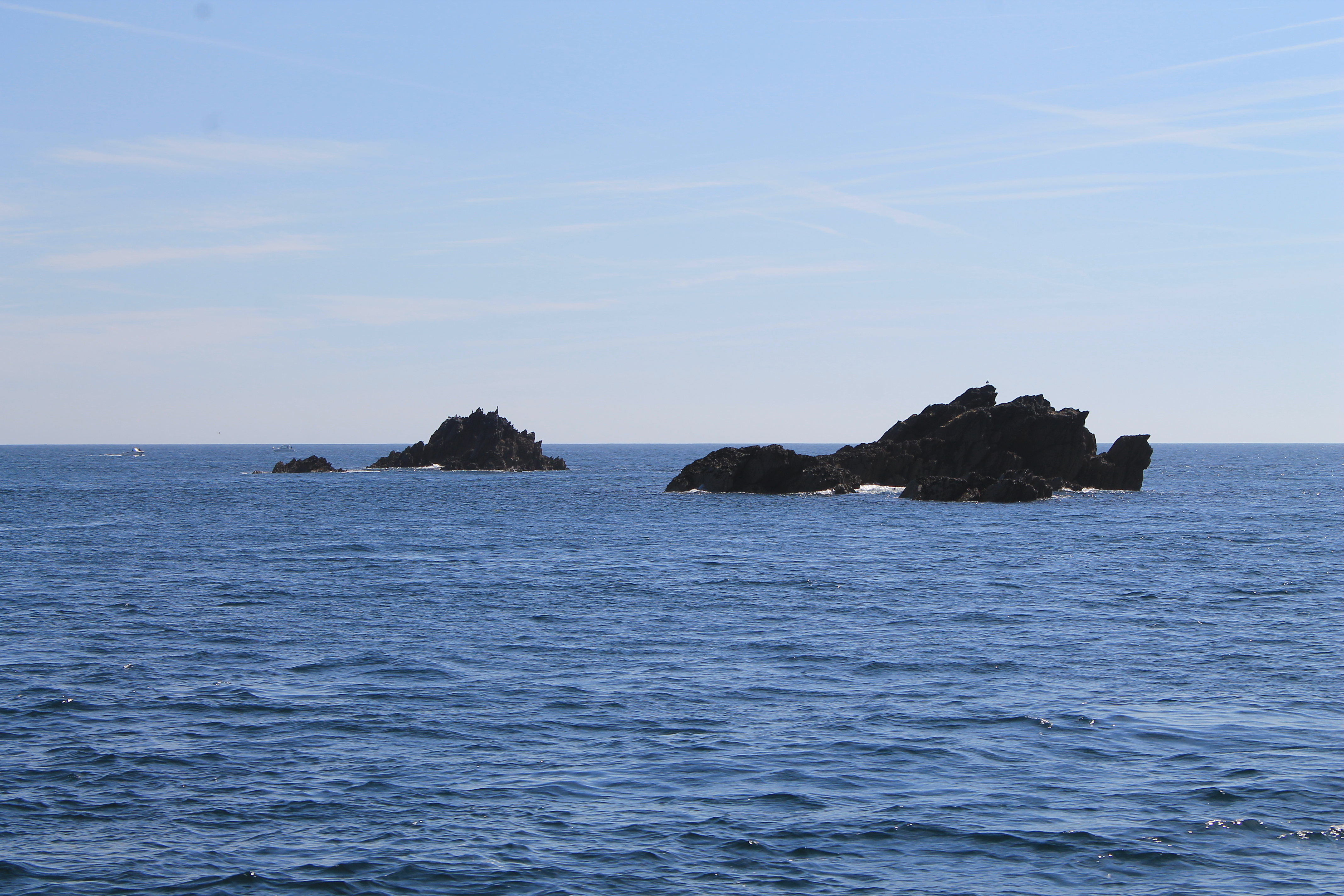
Les Noires de Rouzic
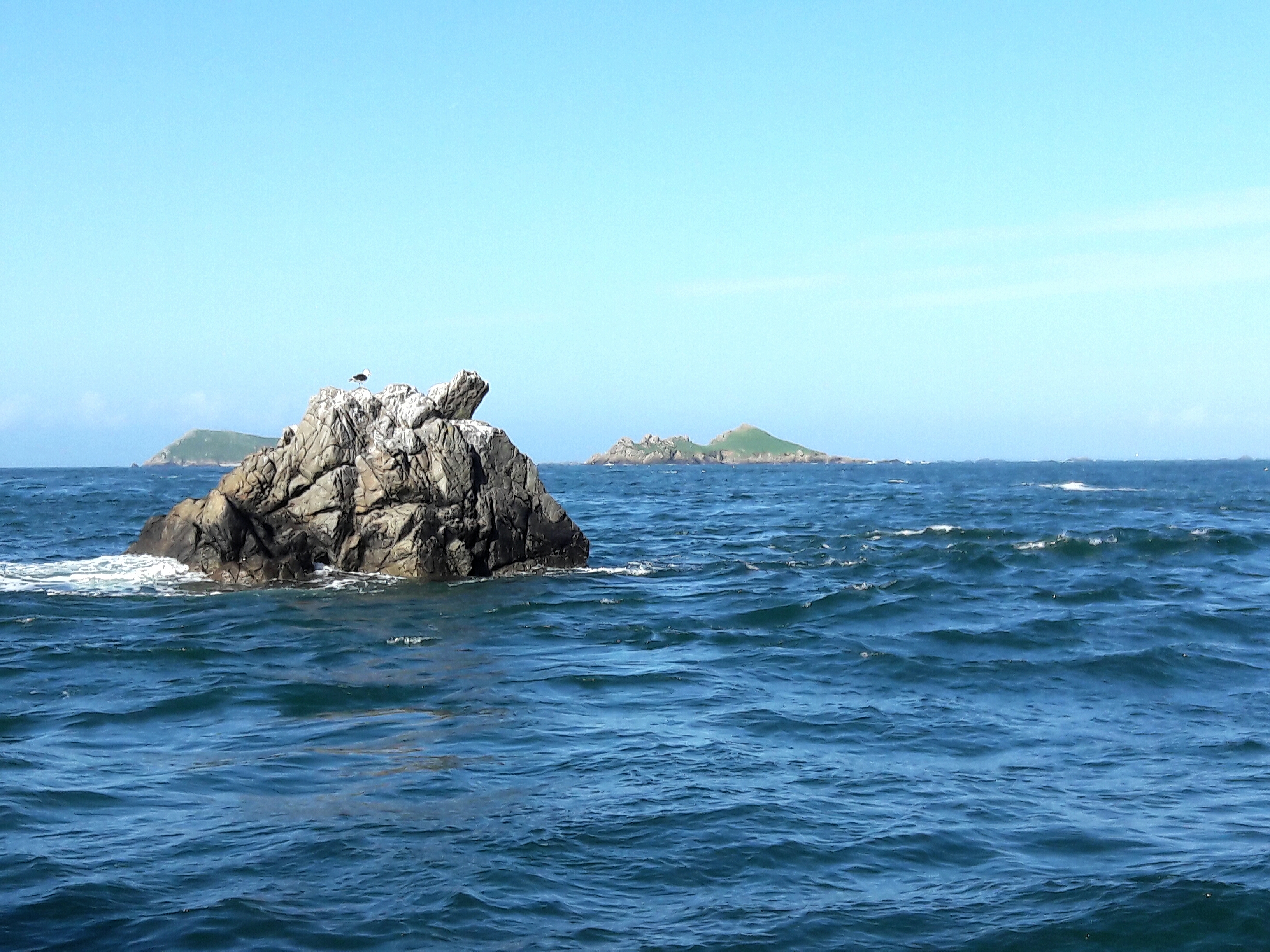
Rochers de l'archipel

## Réserve ornithologique
En juillet 2023 la réserve naturelle des Sept-Îles est passée de 280 à 19 700 ha, afin d'englober de nombreux habitats naturels sensibles et de protéger la faune (fous de Bassan, phoques gris, etc.) et la flore (maërl, herbiers de zostères, laminaires, etc.). Cette réserve naturelle marine est désormais la 2e zone naturelle maritime de France métropolitaine en superficie à être protégée en superficie après le Parc naturel marin du cap Corse et de l'Agriate. Une "zone de quiétude" de 130 ha, située au nord-ouest de l'Île Rouzic, où toute activité humaine est interdite entre le 1er avril et le 31 août, a aussi été créée.